# Фельгут, Анита
Анита Денкер (нем. Anita Denker), в замужестве получившая фамилию Фельгут (нем. Felguth, 13 мая 1909 - 21 июня 2003) - немецкая спортсменка, игрок в настольный теннис, призёрка чемпионатов мира.

## Биография
Родилась в 1909 году в Альтоне. Смолоду увлеклась настольным теннисом, но так как в Германии в те годы были и другие сильные игроки, ей не удавалось пробиться на первые места чемпионатов. На международном уровне начала выступать с 1931 года. В 1932 году завоевала бронзовую медаль чемпионата мира. 13 мая 1932 года вышла замуж за Артура Фельгута.
В 1933 году вновь стала бронзовой призёркой чемпионата мира. На чемпионате мира 1934 года (который на самом деле проходил в декабре 1933 года) стала обладательницей золотой и серебряной медалей. В 1935 году стала обладательницей двух бронзовых медалей чемпионата мира. На чемпионате мира 1936 года получила серебряную медаль.
После Второй мировой войны её муж открыл в 1946 году первое в Западном Берлине издательство детской и юношеской литературы.